# Giovanni Alberti (Rennfahrer)

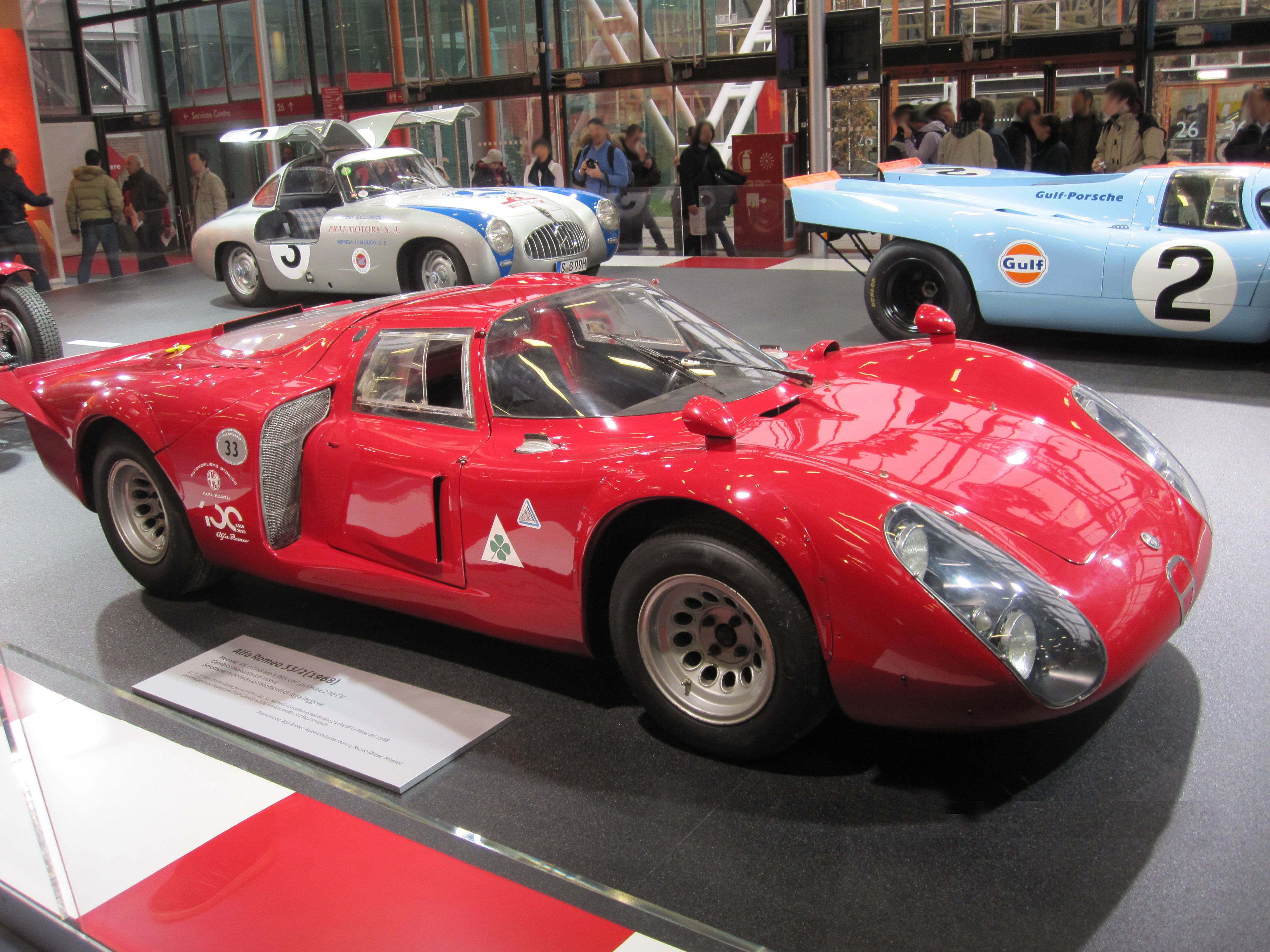
Auf einem Alfa Romeo 33/2 wurde Giovanni Alberti 1968 italienischer Sportwagen-Meister

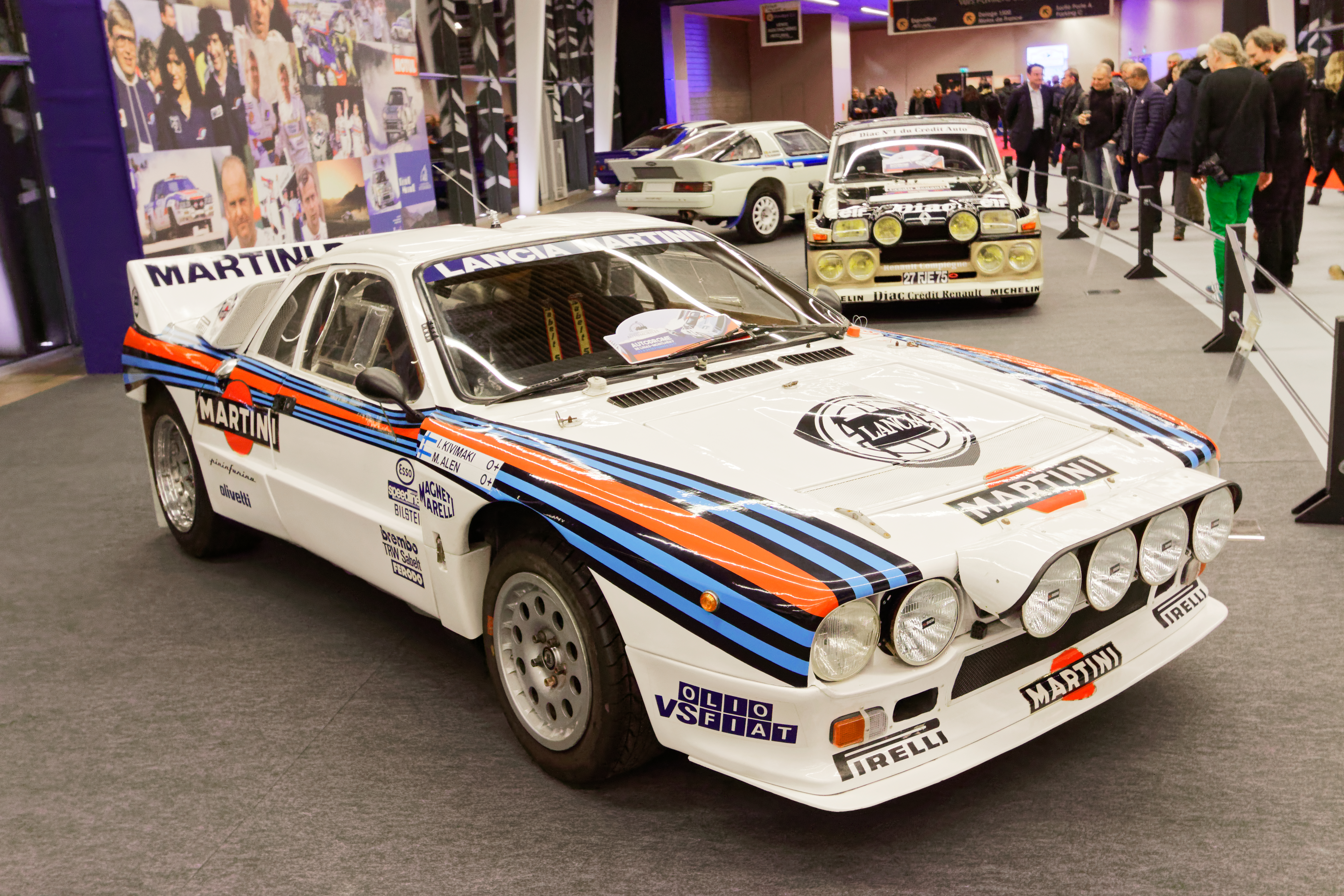
Auf einem Lancia Rally 037 gewann Giovanni Alberti im Alter von 70 Jahren die Rally delle Madonie

Giovanni Alberti (* 16. November 1917 in Santa Margherita di Staffora; † 2. Oktober 2019) war ein italienischer Autorennfahrer.

## Karriere als Rennfahrer

### Sportwagensport
Giovanni Alberti kam in bescheidenen Verhältnissen in der kleinen lombardischen Gemeinde Santa Margherita di Staffora, etwa 45 Kilometer südöstlich von Pavia, zur Welt. Seine Fahrerkarriere begann in den 1950er-Jahren und endete 1993 bei einem Wertungslauf zur italienischen Rallye-Meisterschaft. Er startete bei der Mille Miglia 1956 und 1957 und bestritt 1961 ein Formel-1-Rennen ohne Weltmeisterschaftsstatus. Auf einem von der Scuderia Settecolli gemeldeten De Tomaso F1 schied er beim Großen Preis von Neapel (Sieger Giancarlo Baghetti im Ferrari 156) wegen eines Motorschadens aus.
In den 1960er-Jahren fuhr er in der Sportwagen-Weltmeisterschaft und wurde 1968 auf einem Alfa Romeo T33/2 italienischer Sportwagen-Meister. 1969 wurde er Siebter beim 1000-km-Rennen von Monza und war mit dem fünften Rang besten Alfa-Romeo-Pilot bei der Targa Florio. Seine beste Platzierung bei einem Weltmeisterschaftslauf war der dritte Rang beim 1000-km-Rennen von Buenos Aires 1972, gemeinsam mit Carlo Facetti und Andrea de Adamich im Alfa Romeo T33/3-71. Sein letztes Rennen auf der Rundstrecke war das 1000-km-Rennen von Mugello 1982, einem Lauf der Sportwagen-Weltmeisterschaft dieses Jahres. Alberti steuerte einen Lancia Stratos gemeinsam mit Antonio Codognelli an die neunte Steller der Gesamtwertung.

### Rallyesport
In den 1970er-Jahren begann die Rallyekarriere. Er fuhr viele Jahre in der italienischen Rallye-Meisterschaft und gewann 1987 im Alter von 70 Jahren auf einem Lancia Rally 037 die Rallye delle Madonie 1987. Erst im Alter von 76 Jahren trat er 1993 als Fahrer zurück.
Am 16. November 2017 feierte Giovanni Alberti seinen 100. Geburtstag.

### Der Tod von Alberto Alberti
Wie sein Vater war auch Alberto Alberti Rennfahrer. Er verunglückte bei einer Testfahrt für eine nationale Rallye am 12. Juni 1980 tödlich. Alberti kam mit einem Porsche in der Nähe von Castrocaro Terme e Terra del Sole von der Straße ab und prallte gegen einen Baum. Während sein Beifahrer unverletzt blieb, wurde Alberti von seinem hinter ihm fahrenden Vater mit schweren Kopfverletzungen aus dem Wrack geborgen. Er starb im Wagen seines Vaters auf dem Weg ins Krankenhaus nach Faenza.

## Statistik

### Einzelergebnisse in der Sportwagen-Weltmeisterschaft
| Saison | Team                                | Rennwagen                  | 1   | 2   | 3   | 4   | 5   | 6   | 7   | 8   | 9   | 10  | 11  | 12  | 13  |
| ------ | ----------------------------------- | -------------------------- | --- | --- | --- | --- | --- | --- | --- | --- | --- | --- | --- | --- | --- |
| 1956   |                                     | Siata 1250 GT Zagato       | BUA | SEB | MIM | NÜR | KRI |     |     |     |     |     |     |     |     |
| 1956   |                                     | Siata 1250 GT Zagato       | DNF |     |     |     |     |     |     |     |     |     |     |     |     |
| 1957   |                                     | Fiat 1100 Zagato           | BUA | SEB | MIM | NÜR | LEM | KRI | CAR |     |     |     |     |     |     |
| 1957   |                                     | Fiat 1100 Zagato           | 135 |     |     |     |     |     |     |     |     |     |     |     |     |
| 1968   | Piccionaia Racing Team              | Porsche 910                | DAY | SEB | BRH | MON | TAR | NÜR | SPA | WAT | ZEL | LEM |     |     |     |
| 1968   | Piccionaia Racing Team              | Porsche 910                |     | DNF |     |     |     |     |     |     |     |     |     |     |     |
| 1969   | Scuderia Madunina                   | Alfa Romeo T33             | DAY | SEB | BRH | MON | TAR | SPA | NÜR | LEM | WAT | ZEL |     |     |     |
| 1969   | Scuderia Madunina                   | Alfa Romeo T33             |     |     |     | 7   | 5   |     |     |     |     |     |     |     |     |
| 1970   | Scuderia Madunina                   | Alfa Romeo T33             | DAY | SEB | BRH | MON | TAR | SPA | NÜR | LEM | WAT | ZEL |     |     |     |
| 1970   | Scuderia Madunina                   | Alfa Romeo T33             |     |     |     | DNF | 7   |     |     |     |     |     |     |     |     |
| 1971   | Giovanni Alberti                    | Chevron B19                | BUA | DAY | SEB | BRH | MON | SPA | TAR | NÜR | LEM | ZEL | WAT |     |     |
| 1971   | Giovanni Alberti                    | Chevron B19                |     | DNF |     |     |     |     |     |     |     |     |     |     |     |
| 1972   | Giovanni Alberti Gianfranco Bonetto | Alfa Romeo T33 Chevron B21 | BUA | DAY | SEB | BRH | MON | SPA | TAR | NÜR | LEM | ZEL | WAT |     |     |
| 1972   | Giovanni Alberti Gianfranco Bonetto | Alfa Romeo T33 Chevron B21 | 3   |     |     |     |     |     | DNF |     |     |     |     |     |     |
| 1973   | Giovanni Alberti                    | Chevron B21                | DAY | VAL | DIJ | MON | SPA | TAR | NÜR | LEM | ZEL | WAT |     |     |     |
| 1973   | Giovanni Alberti                    | Chevron B21                |     |     | 16  |     |     |     |     |     |     |     |     |     |     |
| 1975   | Citta dei Mille                     | Chevron B21                | DAY | MUG | DIJ | MON | SPA | PER | NÜR | ZEL | WAT |     |     |     |     |
| 1975   | Citta dei Mille                     | Chevron B21                | 10  |     |     |     |     |     |     |     |     |     |     |     |     |
| 1978   | Giuseppe Piazzi                     | Fiat X1/9                  | DAY | SEB | MUG | TAL | DIJ | SIL | NÜR | LEM | MIS | DAY | WAT | VAL | ROD |
| 1978   | Giuseppe Piazzi                     | Fiat X1/9                  |     |     |     |     |     |     |     |     | DNF |     |     |     |     |
| 1982   |                                     | Lancia Stratos             | MON | SIL | NÜR | LEM | SPA | MUG | FUJ | BRH |     |     |     |     |     |
| 1982   |                                     | Lancia Stratos             |     |     | 9   |     |     |     |     |     |     |     |     |     |     |